# Puls (film 2001)
Puls (jap. 回路 Kairo) – japoński horror, który swoją oficjalną premierę miał 23 maja 2001 roku. Reżyserem i scenarzystą jest Kiyoshi Kurosawa.

## Opis fabuły
Film traktuje o swoistych dla japońskiego kina grozy zjawiskach paranormalnych. Ludzie z niewyjaśnionych przyczyn znikając z powierzchni Ziemi, pozostawiają za sobą jedynie tajemnicze sypkie plamy. Pomimo iż film to typowy horror, obrazuje lęki przed samotnością i pokazuje emocje towarzyszące odosobnieniu.
W 2006 roku powstał remake pod tym samym tytułem, w reżyserii Jima Sonzero, z Kristen Bell w roli głównej.